# HD 29587
HD 29587 ist ein rund 90 Lichtjahre von der Erde entfernter Hauptreihenstern der Spektralklasse G2 im Sternbild Perseus. Er ist mit einer scheinbaren Helligkeit von 7,29 mag mit dem bloßen Auge auch unter optimalen Beobachtungsbedingungen nicht mehr zu sehen. Der Zentralstern wird von einem spektroskopischen Begleiter mit der systematischen Bezeichnung HD 29587 B umrundet, bei dem es sich um einen kühlen Stern oder einen Braunen Zwerg handeln könnte.

## Spektroskopischer Begleiter
Der durch Schwankungen der Radialgeschwindigkeit des Zentralgestirns entdeckte Begleiter HD 29587 B weist eine Umlaufperiode von etwa 1500 Tagen auf; die Exzentrizität des Orbits wird auf 0,36 ± 0,10 geschätzt. Die Masse des Objektes wurde zu etwa 0,039 Sonnenmassen bestimmt.